# Alpaida vera
Alpaida vera är en spindelart som beskrevs av Levi 1988. Alpaida vera ingår i släktet Alpaida och familjen hjulspindlar. Inga underarter finns listade i Catalogue of Life.